# Índice de desigualdad de género
El Índice de desigualdad de género (IDG) es un índice para medir la disparidad de género que fue introducido en el Informe de Desarrollo Humano 2010, 20.ª edición, por el Programa de las Naciones Unidas para el Desarrollo (PNUD). Según el PNUD, el índice es una medida compuesta que permite capturar la pérdida de logros dentro de un país debido a desigualdad de género. Utiliza tres dimensiones: salud reproductiva, empoderamiento, y participación en el mercado de trabajo.
El nuevo índice fue introducido como una medida experimental para remediar falencias de los indicadores anteriores, el Índice de Desarrollo del Género (en inglés GDI) y el Índice de Potenciación de Género (en inglés GEMA), ambos introducidos en el Informe de Desarrollo Humano de 1995.

## Orígenes
El Índice de Desarrollo relacionado al Género y el Índice de Potenciación de Género fueron introducidos en el Informe de Desarrollo Humano de 1995 como un reconocimiento internacional a la importancia de eliminar la desigualdad de género. Ambos devinieron índices primarios para medir la desigualdad de género global en los Informes de Desarrollo Humano de Naciones Unidas. Afrontaron al mismo tiempo críticas debido a limitaciones metodológicas y conceptuales.
Beneria y Permanyer explican que el GDI y GEMA no son medidas de desigualdad de género en sí mismas. El GDI es un índice compuesto que mide el desarrollo dentro de un país y lo corrige negativamente por desigualdad de género; el GEMA mide el acceso que tienen las mujeres a recursos económicos, políticos, y de toma de decisiones. Ambos son, por tanto, inadecuados para capturar claramente la desigualdad de género. Según el PNUD, el GDI fue criticado por su incapacidad de medir con exactitud la desigualdad de género de la medida en que sus componentes estaban demasiado relacionados al Índice de Desarrollo Humano (IDH), una medida compuesta utilizada por el PNUD.
Las diferencias entre el IDH y GDI eran pequeñas, conduciendo a la implicación de que disparidades de género eran poco relevantes en el desarrollo humano. El PNUD también destaca que ambos GDI y GEMA fueron criticados porque los niveles de ingresos tenían una tendencia a dominar el componente de ingresos, lo cual resultaba en que países con ingresos bajos no eran capaces de conseguir puntuaciones altas, incluso en casos donde sus niveles de desigualdad de género puedan haber sido bajos. Los indicadores de GEMA probaron ser más pertinentes en países desarrollados que en países en vías de desarrollo.
A partir de una creciente preocupación internacional por la igualdad de género, los participantes del Foro Económico Mundial reconocieron en 2007 el avance de las mujeres como un tema significativo que impacta en el crecimiento de las naciones. Desde 2006, el Foro Económico Mundial viene utilizando el Índice de Brecha de Género (IBG) en sus Informes de Brecha de Género Global, el cual mide las brechas de género por países, en un intento de capturar mejor estas disparidades. Beneria y Permanyer critican al IBG por observar sólo ciertos aspectos de la desigualdad en las vidas de las mujeres, y por tanto ser una medida incompleta de desigualdad de género.
Debido a las críticas que el GDI y el GEMA afrontaban, el PNUD introdujo el Índice de Desigualdad del Género (IDG) en el Informe de Desarrollo Humano 2010. El nuevo índice es una medida compuesta que, según el PNUD, captura la pérdida de logros debido a desigualdad de género, utilizando tres dimensiones: salud reproductiva, empoderamiento y participación en el mercado de trabajo. El IDG no incluye niveles de ingresos como componente, lo cual era uno de los aspectos más controversiales del GDI y GEMA. Tampoco permite que un alto desempeño en una dimensión compense un bajo desempeño en otra.

## Dimensiones
Hay tres dimensiones críticas al IDG: salud reproductiva, empoderamiento y participación en el mercado de trabajo. Las dimensiones están capturadas en un índice sintético, dando cuenta de su importancia conjunta. Según el PNUD, ninguna de las medidas en las dimensiones corresponden al desarrollo del país, y por tanto un país menos desarrollado puede tener un alto desempeño si su desigualdad de género es baja. El PNUD considera que las tres dimensiones son complementarias, la desigualdad en una dimensión tiende a afectar la desigualdad en otra. Por tanto, el IDG captura la asociación entre las dimensiones, haciendo el índice de asociación-sensible, y asegurando que la consecución alta en una dimensión no compense la baja en otra dimensión.

### Salud reproductiva
Permanyer remarca que el IDG es un índice pionero, en tanto es el primer índice en incluir indicadores de salud reproductiva como medida de desigualdad de género. La dimensión de salud reproductiva tiene dos indicadores: la Proporción de Mortalidad Materna (PMM), proporcionado porUNICEF, e índice de fertilidad adolescente (IFA), dato obtenido a través del Departamento de la ONU de Asuntos Económicos y Sociales. Un bajo PMM implica que las mujeres embarazadas tienen acceso a necesidades de salud adecuadas, por lo tanto el PMM es una medida del acceso de las mujeres al cuidado de su salud. El PNUD expresa que la salud de las mujeres durante el embarazo y la maternidad es una señal clara del estado de las mujeres en la sociedad.
Un alto IFA mide la maternidad temprana, resultando en riesgos de salud para madres y niños así como una carencia de logro de educación más alta. Según datos del PNUD, la salud reproductiva cuenta como la pérdida más grande debido a desigualdad de género, entre todas las regiones.

### Empoderamiento
La dimensión de empoderamiento está medida por dos indicadores: la participación de asientos parlamentarios obtenidos por cada sexo, dato suministrado por la Unión Parlamentaria Internacional, y los niveles de logro de educación superior, el cual es obtenido a través de UNESCO. El índice de educación superior evalúa el logro de las mujeres por encima de la educación secundaria. Acceder a la educación más alta expande la libertad de las mujeres incrementando su capacidad de cuestionar y aumentar el acceso a información que expande su implicación pública.
Mucha literatura indica que el acceso de las mujeres a la educación puede reducir el IFA y los índices de mortalidad infantil dentro de un país. Debido a limitaciones de datos, el indicador de representación en el parlamento está limitado a los gobiernos nacionales y excluye gobiernos locales u otra implicación comunitaria. A pesar de que la representación de las mujeres en el parlamento ha ido aumentando, las mujeres han sido desfavorecidas en tal representación, con una media global de solo un 16%.

### Participación en el mercado de trabajo
La dimensión mercado de trabajo está medida por la participación de las mujeres en la fuerza laboral. Estas dimensión considera el trabajo pago, trabajo impago y búsqueda activa de trabajo. El dato para esta dimensión es obtenido a través de las bases de datos de la Organización Internacional del Trabajo. Debido a limitaciones de los datos, el ingreso de mujeres y trabajo impago no es representado en la dimensión mercado de trabajo del IDG. En ausencia de datos de ingresos ganados fiables entre los países, el PNUD considera la participación en el mercado de trabajo un sustituto adecuado para aspectos económicos de desigualdad de género.

## Cálculos
El cálculo del IDG es similar al del Índice de Desarrollo Humano ajustado por desigualdad (IDHD), el cual también fue introducido en el Informe de Desarrollo Humano 2010, y puede ser interpretado como pérdida de porcentaje de desarrollo humano debido a deficiencias en las dimensiones incluidas. El valor de IDG oscila entre 0 a 1, siendo 0 igual a 0% de desigualdad, indicando que las mujeres son iguales en comparación a los hombres, y 1 igual a 100% de desigualdad, indicando total desigualdad de las mujeres en comparación a los hombres. Hay una correlación entre los rangos IDG y la distribución de desarrollo humano. Según el PNUD, los países que exhiben una alta desigualdad de género también muestran desigualdad en la distribución del desarrollo, y viceversa.
El IDG es un índice de asociación-sensible compuesto, utilizado para medir la pérdida de desarrollo a través de desigualdad de género dentro de un país. El IDG mide las desigualdades a partir de las deficiencias de otras medidas a través de una estrategia de conjunto que utiliza análisis de correspondencia múltiple (ACM) para evitar problemas de agregación.
Según el PNUD hubo un cambio menor de cálculo a partir de 2011. La proporción de mortalidad maternal fue calculada en el Índice de Desigualdad del Género en 10 incluso aunque la gama de IDG los valores tendrían que ser entre 0 y 1. Para corregir esto la proporción de mortalidad maternal está normalizada por 10, lo cual generalmente redujo los valores del IDG. Una tendencia para el IDG ha sido calculada y puede ser encontrada en el sitio web de Informes de Desarrollo Humano.

## Pérdida debido a desigualdad de género
En la medida en que no hay ningún país con igualdad absoluta, todos los países padecen alguna pérdida de desarrollo humano debido a desigualdad de género. La diferencia entre las dimensiones utilizadas en el IDG y IDH significa que el IDG no es interpretado como una pérdida de IDH, sino que tiene su rango propio y valor separado del IDH. El IDG es interpretado como porcentaje e indica el porcentaje del desarrollo humano potencial perdido debido a desigualdad de género. La puntuación media mundial del IDG en 2011 era 0.492, indicando una pérdida en desarrollo humano potencial de 49.2% en concepto de desigualdad de género. Debido a las limitaciones de datos y calidad de datos, el Informe de Desarrollo Humano 2010 calculó los valores del IDG de 138 países para el año 2008. El Informe de Desarrollo Humano 2011 fue capaz de calcular valores de IDG correspondientes a 146 países para el año 2011.

### Países mejor posicionados
Los diez países mejor ubicados en términos de igualdad de género según el IDG para 2008, 2011, y 2012.
| País         | IDG Ranking 2014 | IDG Ranking 2012 | IDG Valor 2012 | IDH Ranking 2012 | IDG Ranking 2011 | IDG Valor 2011 | IDG Ranking 2008 | IDG Valor 2008 |
| ------------ | ---------------- | ---------------- | -------------- | ---------------- | ---------------- | -------------- | ---------------- | -------------- |
| Países Bajos | -                | 1                | 0.045          | 4                | 2                | 0.052          | 1                | 0.174          |
| Suecia       | -                | 2                | 0.055          | 7                | 1                | 0.049          | 3                | 0.212          |
| Dinamarca    | 4                | 3                | 0.057          | 15               | 3                | 0.060          | 2                | 0.209          |
| Suiza        | 2                | 4                | 0.057          | 9                | 4                | 0.067          | 4                | 0.228          |
| Noruega      | -                | 5                | 0.065          | 1                | 6                | 0.075          | 5                | 0.234          |
| Finlandia    | -                | 6                | 0.075          | 21               | 5                | 0.075          | 8                | 0.248          |
| Alemania     | 3                | 7                | 0.075          | 5                | 7                | 0.085          | 7                | 0.240          |
| Eslovenia    | 1                | 8                | 0.08           | 21               | *                | *              | *                | *              |
| Francia      | -                | 9                | 0.083          | 20               | 10               | 0.106          | 11               | 0.260          |
| Islandia     | -                | 10               | 0.089          | 13               | 9                | 0.099          | 13               | 0.279          |

#### Países no incluidos[12][13]
| País   | GII Rango 2012 | GII Valor 2012 | HDI Rango 2012 | GII Rango 2011 | GII Valor 2011 | GII Rango 2008 | GII Valor 2008 |
| ------ | -------------- | -------------- | -------------- | -------------- | -------------- | -------------- | -------------- |
| Taiwán | 2              | 0.053          | 23             | 4              | 0.061          | 4              | 0.223          |

### Países peor posicionados
Los diez países peor ubicados en términos de igualdad de género según el IDG para 2008, 2011, y 2012.
| País                     | IDG Ranking 2012 | IDG Valor 2012 | IDH Ranking 2012 | IDG Ranking 2011 | IDG Valor 2011 | IDG Ranking 2008 | IDG Valor 2008 |
| ------------------------ | ---------------- | -------------- | ---------------- | ---------------- | -------------- | ---------------- | -------------- |
| Yemen                    | 148              | 0.747          | 160              | --               | --             | --               | --             |
| Afganistán               | 147              | 0.712          | 175              | 141              | 0.717          | 134              | 0.797          |
| Níger                    | 146              | 0.707          | 186              | 144              | 0.724          | 136              | 0.807          |
| Arabia Saudí             | 145              | 0.682          | 57               | --               | --             | --               | --             |
| Congo                    | 144              | 0.681          | 186              | 142              | 0.710          | 1690             | 0.814          |
| Liberia                  | 143              | 0.658          | 174              | 139              | 0.671          | 131              | 0.766          |
| República Centroafricana | 142              | 0.654          | 180              | 138              | 0.669          | 132              | 0.768          |
| Malí                     | 141              | 0.649          | 182              | 143              | 0.712          | 135              | 0.799          |
| Sierra Leona             | 139              | 0.643          | 177              | 137              | 0.662          | 125              | 0.756          |
| Mauritania               | 139              | 0.643          | 155              | --               | --             | --               | --             |

## Críticas
A pesar de que el IDG es un índice nuevo, utilizado desde 2010,  ha recibido algunas críticas como medida global de desigualdad de género. El IDG podría captar de modo distorsionado la desigualdad de género y dejar fuera aspectos importantes o incluir dimensiones innecesarias. El IDG es un indicador complejo con muchos componentes que son difíciles de interpretar o calcular para algunos.
Klasen y Schüler, así como Permanyer, argumentan que la complejidad del IDG lo hará difícil de interpretar o entender para los profesionales porque muchos procedimientos no lineales son aplicados a los datos. Permanyer considera que la simplicidad es requerida en primer orden por analistas y hacedores de políticas, para enviar un mensaje claro al público en general.
Klasen y Schüler reclaman que el IDG está diseñado para representar una pérdida de desarrollo humano, pero el estándar contra el cual estas pérdidas son medidas no están definidas. Se diferencia con ello del GDI, donde las pérdidas estuvieron medidas contra el IDG, representando el IDH la igualdad perfecta. El PNUD explica que la complejidad de los cálculos es necesaria para mantener una medida de asociación-sensible, pero Permanyer argumenta que índices alternativos mucho menos complejos también han mostrado ser de asociación-sensible. Ambos Klausen y Schüler, así como Permanyer, argumentan que el IDG mezcla índices de unas cuantas maneras, lo que incrementa la complejidad. La medida combina bienestar y empoderamiento, lo cual deviene problemático ya que aumenta la complejidad, pierde transparencia.
Estudios  de la Organización para la Agricultura y la Alimentación y los de la Organización Mundial de la Salud de las Naciones Unidas  mostraron que, en muchas regiones del mundo, las mujeres dedican al trabajo doméstico catorce horas al día en promedio, recoger leña, plantas, traer agua a la casa, dar de comer a los rebaños, cocinar y preparar alimentos y, encima, agricultura de subsistencia, lavar ropa, cuidar a los niños  y ancianos y organizar los ritos comunitarios.
Permanyer también cuestiona que el IDG sea igualmente pertinente o significativo en las diferentes regiones del globo. Para países menos desarrollados, el uso del PMM e IFA en la dimensión de salud reproductiva puede ser penalizador, a pesar de que la pérdida no pueda ser enteramente explicada por desigualdad de género. Acceder a o el uso de servicios de salud puede ser influido por niveles socioeconómicos, políticas de salud pública, o prácticas sociales y culturales. En países desarrollados, específicamente países europeos, los niveles de desigualdad del género no son muy "robustos en relación con especificaciones alternativas de indicadores de género" y los analistas pueden escoger métodos específicos para arribar a resultados deseados.
Klasen y Schüler critican, por último, la incapacidad del IDG para capturar el trabajo informal y el trabajo doméstico impago o trabajo de cuidado, donde las mujeres están principalmente sobre-representadas. En muchas sociedades subdesarrolladas las mujeres y niñas destinan la mayoría de su tiempo al trabajo doméstico, mientras los hombres y niños destinan menos, si es que alguno. Por tanto, si el IDG es incapaz de capturar el tiempo que las mujeres destinan en trabajo impago, es insuficiente para capturar las disparidades globales reales de las mujeres.